# Hicks Dome
Der Hicks Dome ist eine rätselhafte domartige Aufwölbung in paläozoischen Schichten des Hardin County im US-amerikanischen Bundesstaat Illinois.

## Lage

Topologie des Hicks Dome im Hardin County, Illinois

Der Hicks Dome, benannt nach der kleinen Ansiedlung Hicks, liegt im Hardin County in Illinois, rund 13 Kilometer nordnordwestlich vom am Ohio River gelegenen Elizabethtown.

## Beschreibung
Die leicht nach Südost-Nordwest ausgelängte Domstruktur (nach beiden Seiten abtauchende Antiklinale) misst rund 14,5 Kilometer im Durchmesser und folgt somit dem in die gleiche Richtung streichenden Tolu Arch, einer Aufwölbung im Grundgebirge im Süden von Illinois.

## Geologie
Im Hicks Dome werden die ansonst mehr oder weniger flach liegenden paläozoischen Sedimente des Illinois-Beckens bis zu 1200 Meter herausgepresst. Die Schichtenfolge reicht vom Unterdevon im Zentrum des Doms (Clear Creek Chert) bis hin zu tiefem Oberkarbon (Ste. Genevieve Limestone). Das Unterkarbon (Mississippium) legt sich in einem ovalen Gürtel um den Kern der Struktur. Eine im Zentrum des Doms niedergebrachte Bohrung traf in 490 Meter Tiefe auf eine mineralisierte Explosionsbrekzie, die mindestens 400 Meter mächtig ist. In der Peripherie des Doms finden sich magmatische Intrusiva permischen Alters, die als Gänge, dünne Lagergänge oder Diatreme eingedrungen sind. Meist handelt es sich hierbei um ultramafische kalkalkalische Lamprophyre, die als Minette anzusprechen sind.

## Ursprung
Der Ursprung des Doms ist nach wie vor umstritten. Er wird neuerdings als Teil der Impaktkrater am 38. Breitengrad angesehen – eine Kette von Impaktkratern und anderen kreisförmigen Strukturen, die sich bis nach Kansas hinein weiter fortsetzt und die möglicherweise von einem auseinanderbrechenden Meteoriten verursacht worden war.
Dieser Theorie widersprechen jedoch die meisten Geologen, da im Zentrum der Aufwölbung Ultramafite sowie Diatreme und Brekzienschlote anstehen. Dies deutet vielmehr auf tiefsitzende endogene magmatische Vorgänge hin.

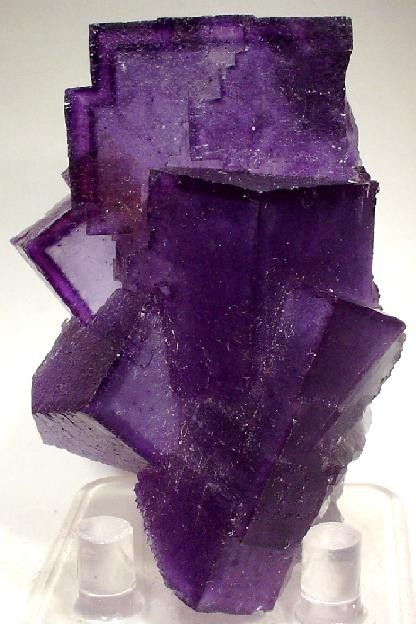
Fluorit aus dem Hardin County

Dafür sprechen auch die verbreiteten Fluoritvorkommen des Illinois-Kentucky Fluorspar District in der unmittelbaren Umgebung, die noch bis in die frühen 1990er abgebaut wurden. Das Fluor des Fluorspats ist sehr wahrscheinlich magmatisch. Neben Fluorit werden auch Minerale der Seltenen Erden angetroffen, die auf einen eventuellen Karbonatitstock unterhalb der Domstruktur hinweisen. In der mineralisierten Brekzie fanden sich neben Fluorit die Minerale Calcit, Quarz, Pyrit, sowie untergeordnet Sphalerit und Bleiglanz. In Monazit ist neben den Seltenen Erden auch Thorium zugegen. Seltener sind Baryt, Bertrandit und Brockit.

## Alter
Fifarek und Kollegen (2001) konnten radiometrisch ein unterpermisches Alter von 270 Millionen Jahren (Guadalupium/Roadium) für den Hicks Dome ermitteln.